# Grotte à la peinture

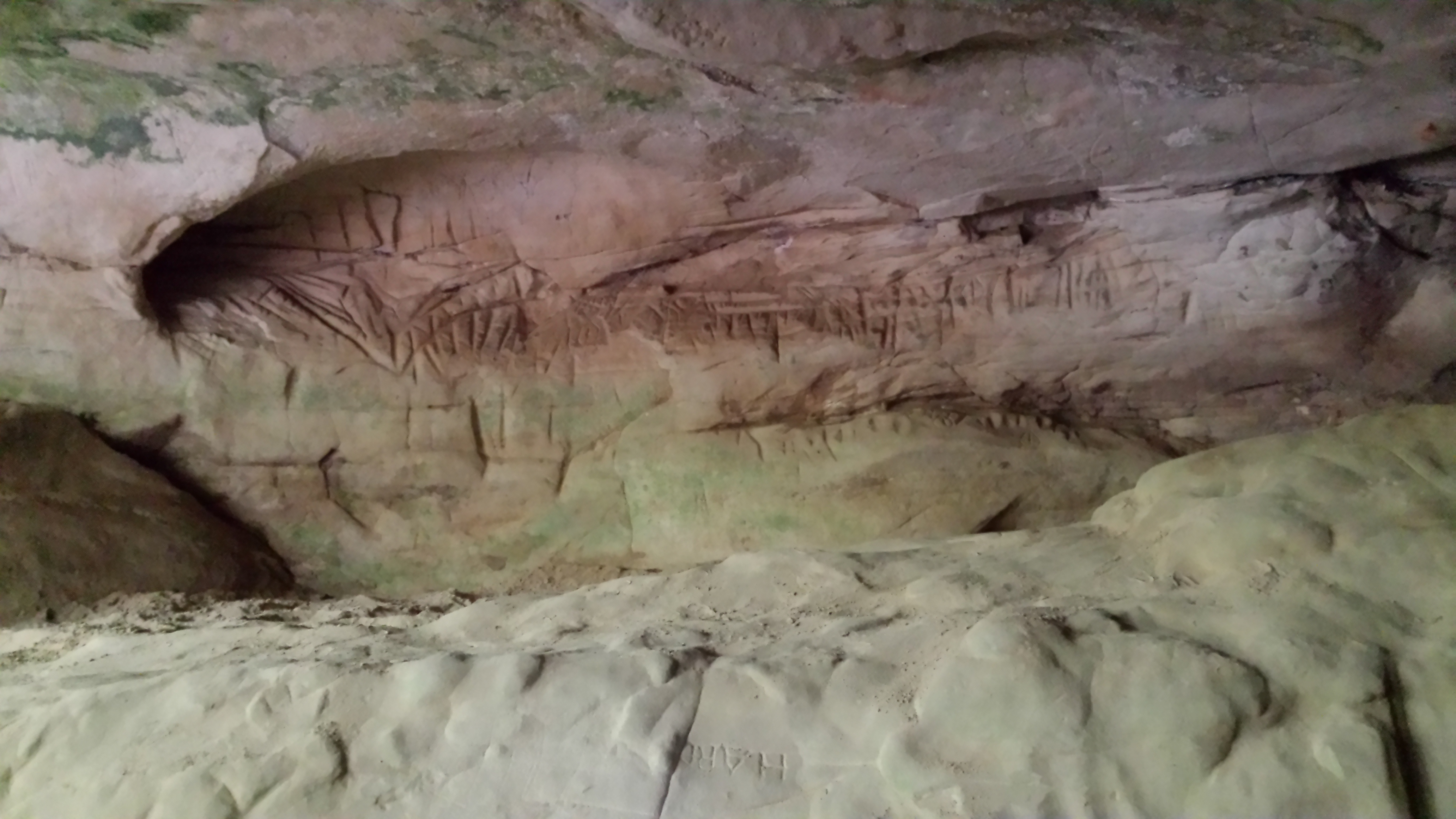
Grotte à la peinture

Die 1959 entdeckte Grotte à la peinture ist eine reich verzierte Höhle nördlich von Larchant an der Nordflanke des Massifs «Roche au Diable», im Département Seine-et-Marne in Frankreich. Sie ist ein Beispiel für die Felsgravuren im Wald von Fontainebleau in der Region Île-de-France. Spuren von rotem Ocker zieren die Decke und gaben ihr den Namen.
Die Höhle wurde in den frühen 1980er Jahren durch Jacques Hinout ausgegraben. 
Es fanden sich zahlreiche Einstiche von Gittern, baum- und vulvenartige Gravuren und einige modernen Graffiti.
Ein Sandsteinblock mit Rillen war in Kontakt mit der mesolithischen  Schicht (7000 v. Chr.), in der auch die Reste menschlicher Aktivitäten (Feuerstein aus dem Sauveterrien, kalzinierte Haselnüsse, Knochen von Hirschen, Rehen, Wildschweinen und Hasen) gefunden wurden.

Grotte à la Peinture
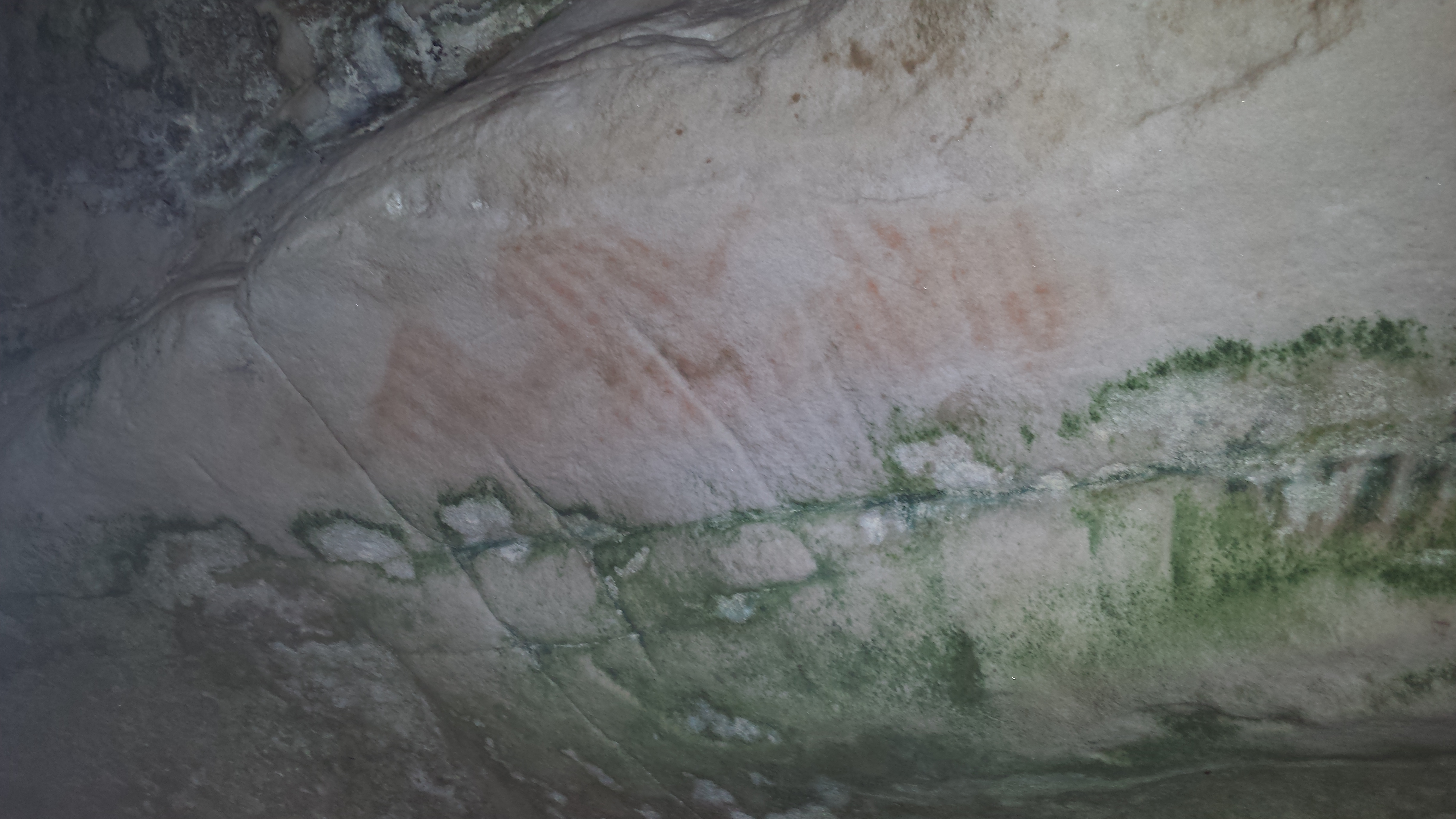
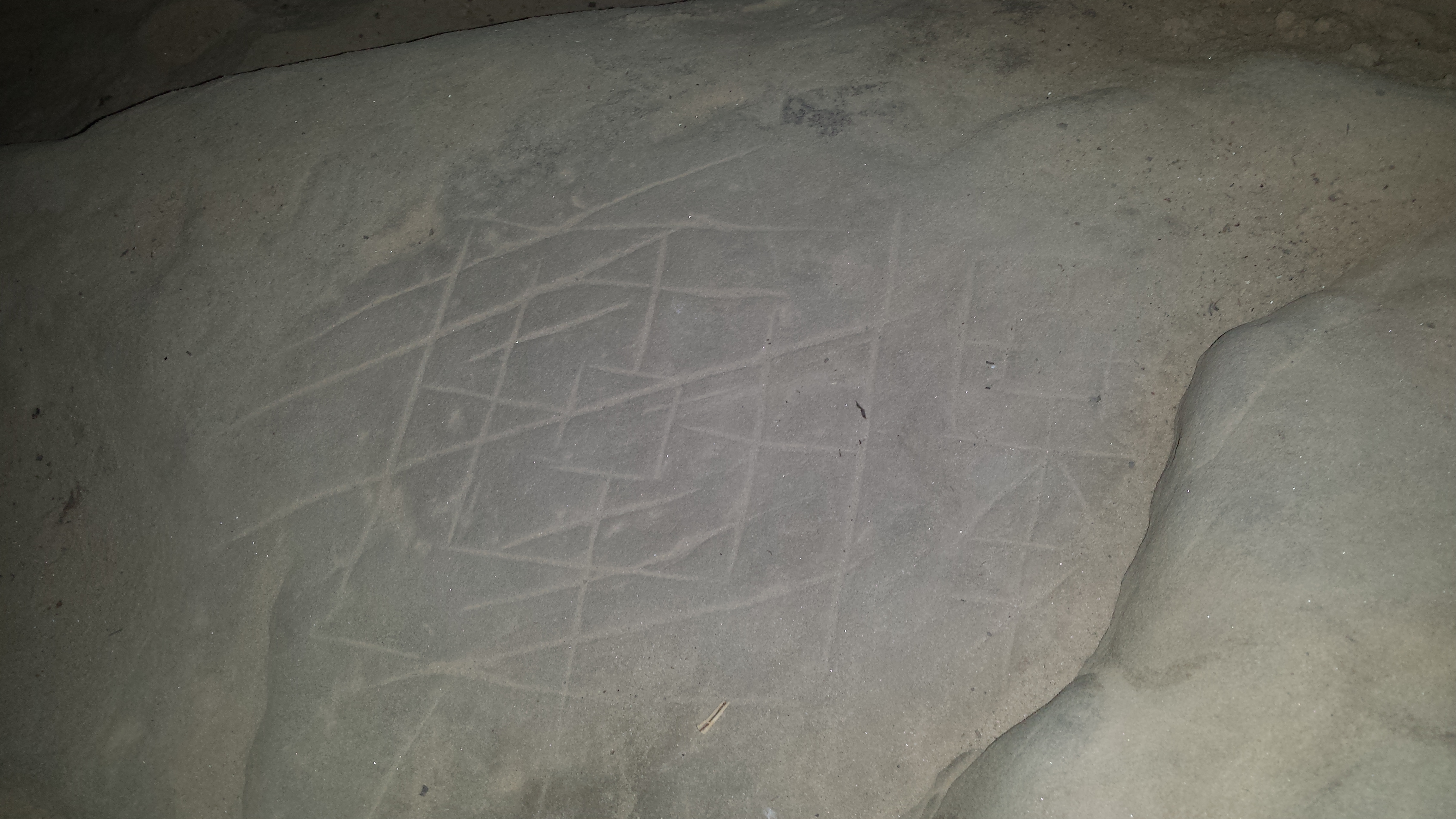
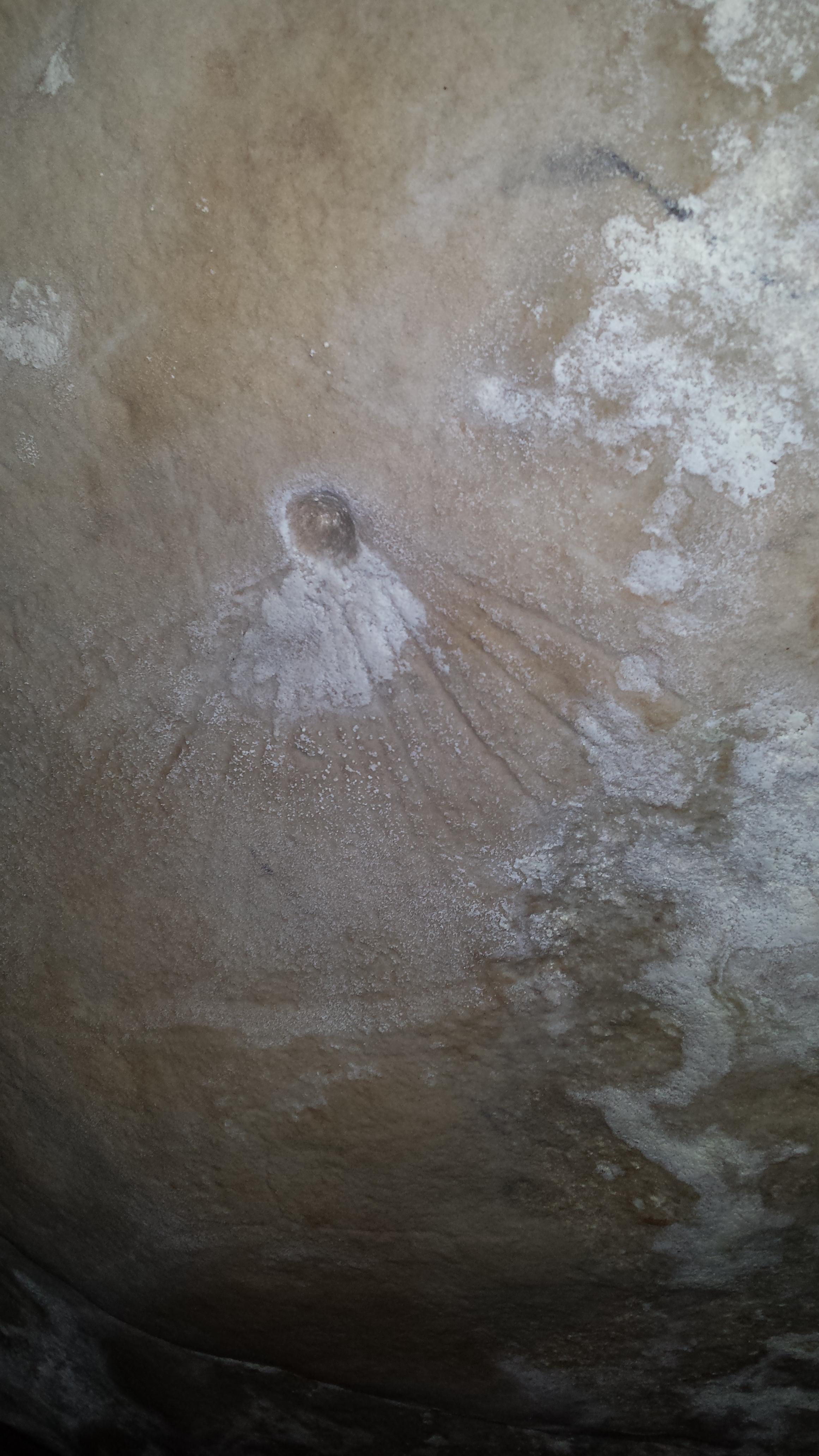
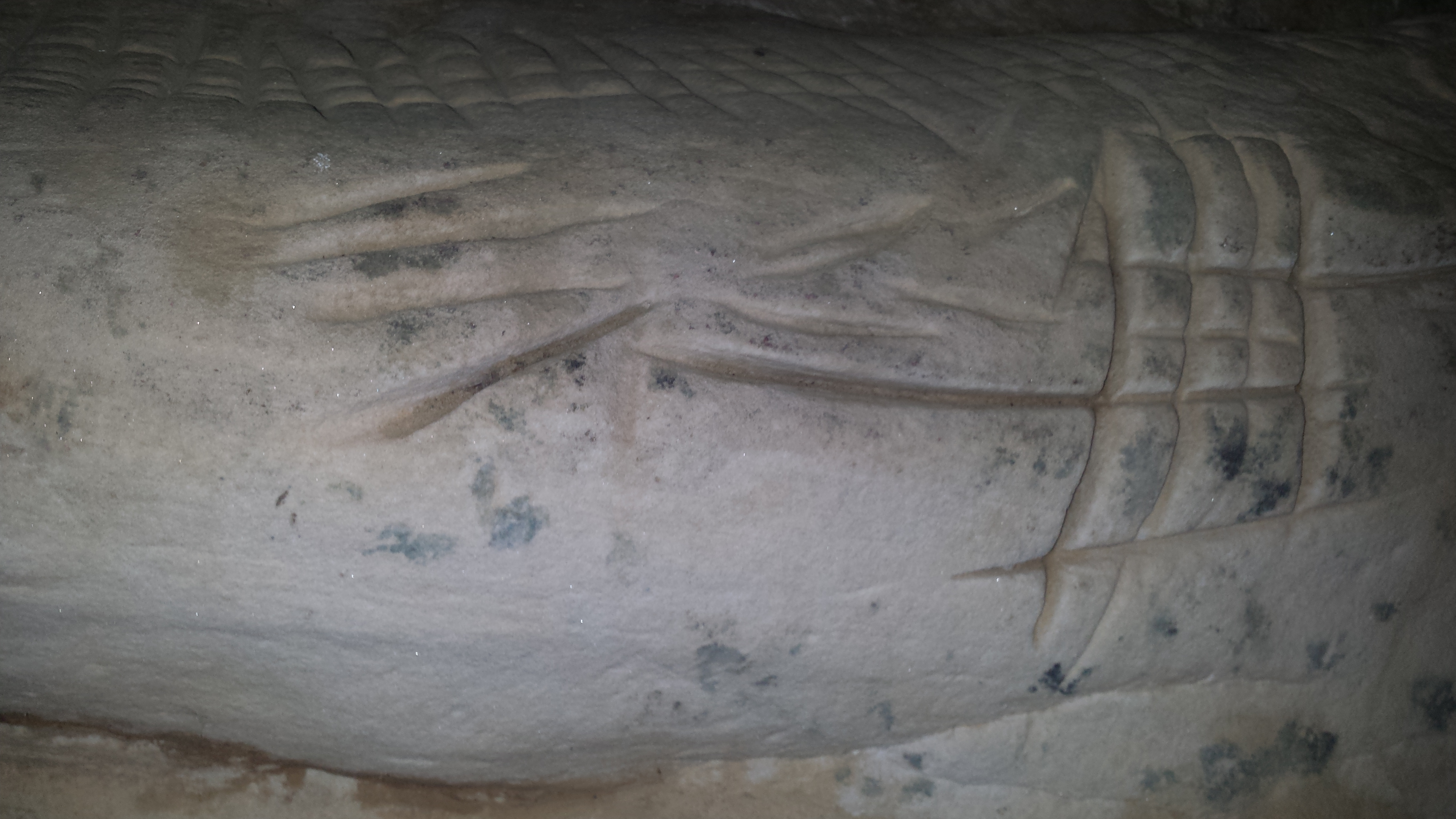